# دیکمه‌تاش (بایبورد)
دیکمه‌تاش (به ترکی استانبولی: Dikmetaş) (به کردی: Xayka Jêrîn) یک منطقهٔ مسکونی در ترکیه است که در بایبورد واقع شده‌است. دیکمه‌تاش ۱۰۰ نفر جمعیت دارد.